# Benoît Le Bris
Pour les articles homonymes, voir Le Bris.
Benoît Le Bris, né le 1er décembre 1976 à Pont-l'Abbé, est un joueur de football français. Il était attaquant.

## Biographie
En 1991, déjà joueur du Stade rennais, il remporte la Coupe nationale des minimes avec la sélection de la Ligue de Bretagne. La finale se déroule au Stade Vélodrome devant 30 000 personnes. Parmi ses coéquipiers, le futur international Ousmane Dabo.
Il est formé au Stade rennais, où son frère Régis Le Bris a également joué.